# César Ruminski
César-Jean Ruminski (Douai, 13 de junho de 1924 - Lisieux, 14 de maio de 2009) foi um futebolista francês que atuava como goleiro. Ele competiu na Copa do Mundo FIFA de 1954, sediada na Suíça, na qual a seleção de seu país terminou na nona colocação dentre os 16 participantes.
Em clubes, Ruminski se destacou no Lille, onde atuou por duas temporadas até se aposentar, ainda em 1954. Antes de atuar pelos Dogues, suas atuações com a camisa do Le Havre o apelido de Le Grand César ("O grande César"), em 1950.
De origem polonesa (seu nome, em polonês, é Geslaw Ruminski), Ruminski ensaiou um retorno na década de 60, quando jogou e treinou ao mesmo tempo o CA Lisieux.
Le Grand César faleceu 29 dias antes de seu aniversário de 85 anos, em 14 de maio de 2009.